# چرمیزی-آیلس
چرمیزی-آیلس (به فرانسوی: Chermizy-Ailles) یک کمون (فرانسه) در فرانسه است که در ان (ا-دو-فرانس) واقع شده‌است. چرمیزی-آیلس ۱۰٫۹۵ کیلومتر مربع مساحت دارد ۱۳۰ متر بالاتر از سطح دریا واقع شده‌است.